# Nortia multicallosus
Nortia multicallosus là một loài bọ cánh cứng trong họ Cerambycidae.